# Velika Rujiška
Velika Rujiška är ett samhälle i Bosnien och Hercegovina.   Det ligger i entiteten Republika Srpska, i den nordvästra delen av landet, 200 km nordväst om huvudstaden Sarajevo. Velika Rujiška ligger 278 meter över havet och antalet invånare är 107.
Terrängen runt Velika Rujiška är platt åt nordväst, men åt sydost är den kuperad. Närmaste större samhälle är Bosanska Krupa, 14,3 km väster om Velika Rujiška. 
Omgivningarna runt Velika Rujiška är en mosaik av jordbruksmark och naturlig växtlighet. Runt Velika Rujiška är det ganska tätbefolkat, med 75 invånare per kvadratkilometer.